# Diaulota uenoi
Diaulota uenoi (лат.) — вид коротконадкрылых жуков рода Diaulota из подсемейства Aleocharinae. Встречаются по тихоокеанскому побережью Японии (Хонсю, Сикоку, Рюкю). Обитают в приливно-отливной литоральной зоне скалистых берегов.

## Описание
Жуки-стафилиниды мелкого размера, длина тела 2,5—2,9 мм. Основная окраска красновато-коричневая. От близких видов отличается следующими признаками: антенномеры 6—10 субквадратные; передний край лабрума усечен; лабиальный пальпомер 1 такой же широкий, как 2; апикальный отросток срединной лопасти широкий; апикальный внутренний склерит округлый; лабрум крупный; мандибулы более вытянутые; лабиальные пальпы с 3 отчётливыми члениками; лигула с 2 мелкими волосками; метум с более мелкой передней эмаргинацией. Формула члеников лапок 4-4-4. Лабрум полукруглый; надкрылья короче переднеспинки; задние крылья отсутствуют.